# Miró II di Cerdanya
Mirone, o Mirò, detto il Giovane (Mirò anche in spagnolo, in portoghese, in galiziano, e in catalano. Miro in latino) (nato intorno alla seconda metà del IX secolo – ottobre 928), fu conte della Cerdanya e di Conflent dall'897 e di Besalú dal 913 al 927.

## Origine
Miró era il figlio maschio terzogenito del Conte di Urgell, della Cerdanya, di Gerona, di Conflent, d'Osona, e di Barcellona, Goffredo il Villoso e di Guinidilda († prima del 904), originaria delle Fiandre, sia secondo la Crónica de San Juan de la Peña, che secondo l'Ex Gestis Comitum Barcinonensium (secondo la storica britannica Alison Weir, nel suo libro:Britain's Royal Families: The Complete Genealogy -latest edition, 2002-, era figlia di Baldovino I delle Fiandre e di Giuditta, la figlia del re dei Franchi occidentali, Carlo il Calvo). Mentre alcuni storici catalani sostengono che fosse d'origine catalana, forse figlia di Mirò I (quindi nipote di Goffredo il Villoso) conte di Rossiglione, oppure di Borrell, Conte di Cerdagna, Urgell e Osona oppure ancora di Sunifredo. Quindi era fratello dei conti di Barcellona, Goffredo II Borrell I, Sunyer e del Conte di Urgell, Sunifredo II.

Le origini di Goffredo il Villoso sono incerte; secondo lo storico Ramon de Abadal y de Vinyals era il figlio primogenito di Sunifredo I, Conte d'Urgell, Cerdanya, Osona, Besalú, Narbona, Béziers e Nîmes, duca di Settimania e marchese della marca di Spagna e di Ermessinda; il documento n° I del Cartulaire Roussillonais inerente ad una donazione all'abbazia di Lagrasse, datato 865, conferma che Sunifredo ed Ermessinda erano sposati ( quod Sunicfredo comiti fecit cum uxore Ermesinda), mentre il documento n° 31 del Recueil des chartes de l'Abbaye de La Grasse. T. I, 779-1119 inerente ancora una donazione all'abbazia di Lagrasse, datato 878, conferma che Goffredo e i fratelli Sisenanda, Sunifredo, Rodolfo e Miró (Sesenanda, Sunicfredus, Wifredus comes, Radulfus comes, Miro comes), erano figli di Sunifredo ed Ermessinda (Sunicfredi genitoris nostri vel domnæ Ermesinde genititricis nostræ).

La penisola iberica nella prima metà del X secolo. La marca di Spagna è vassallo del regno di Francia

## Biografia
Riguardo alla sua origine, gli Ex Gestis Comitum Barcinonensium menziona Miró assieme ai fratelli, Rodolfo, Goffredo II Borrell I e Sunyer, confermando che erano i figli di Goffredo e Guinidilde.
Sempre secondo gli Ex Gestis Comitum Barcinonensium succedette a suo padre.
Nell'897, infatti, alla morte di suo padre, ereditò unitamente ai fratelli Goffredo Borrell (che guidava i fratelli), Sunyer e Sunifredo, le contee di Barcellona, Gerona, Osona, Cerdanya e Urgell.
In un secondo tempo si divisero le contee:
- a Goffredo Borrell e Sunyer andarono le contee di Barcellona, Girona ed Osona,
- a Sunifredo la contea d'Urgell, ed
- a Miró le contee di Cerdanya e Conflent

Nell'899, secondo la Colección diplomática del Condado de Besalú, tomus XV, Mirone presenziò in un giudizio in qualità di conte.
Verso l'inizio del X secolo Mirò sposò Ava (?-prima del 26 febbraio 961, data in cui secondo lo storico catalano, Pròsper de Bofarull i Mascaró, Ava risultava defunta), che, secondo alcune fonti era discendente dei conti di Ribagorza. Ava viene nominata, assieme ai figli legittimi, nel testamento di Mirò. Ava compare, assieme al figlio, Oliva, in un documento di compravendita del giugno del 936, poi, nel 938 fece una donazione assieme ai quattro figli maschi, e in quest'ultima data fu registrata una donazione degli esecutori testamentari di Ava; Ava viene nominata, assieme ai figli legittimi, nel testamento di Mirò. 

Secondo la Marca Hispanica sive Limes Hispanicus, Ava compare ancora in due documento di donazione: uno del 942 ed un secondo del 961, poco prima di morire.
Durante il matrimonio Mirò continuò ad avere rapporti con l'amante: Virgilia, che, sempre secondo lo storico catalano Bofarull i Mascaró, era la figlia di Delà conte di Empuries e di Cixilona di Barcellona. A sostegno della propria tesi il Bofarull cita un documento in cui la figlia del citato Delà, Ramlo († 960), badessa del Monastero di Santa Maria di Ripoll, nel 956, fa una donazione in cui cita la sorella Virgilia ( "su hermana Virgilia").
Nel 913 circa, alla morte dello zio, Rodolfo I (? -ca. 913), conte de Besalú, senza eredi, entrò in possesso della contea di Besalù.
Nel 914, secondo la Colección diplomática del Condado de Besalú, tomus XV, Miró ed il fratello, Sunyer presenziarono alla dichiarazione di fedeltà degli abitanti della vallata alla badessa del monastero di Sant Joan de les Abadesses, vicino a Ripoll.
Secondo il Gesta Comitum Barchinonensium Mirò morì nel 929 e gli succedette il figlio primogenito, Sunifredo. Mirò fu sepolto nel monastero di Ripoll. Secondo il Chronicon alterum Rivipullense, invece morì nel 928, data confermata dal Bofarull, che riferisce che il testamento di Mirò fu del 926.

## Discendenza
Mirò da Ava ebbe quattro (o forse cinque) figli:
- Sunifredo[3] (ca. 900-ca. 969), che nel 927 divenne conte di Cerdanya, Conflent e Besalú sino alla morte, avvenuta, secondo il Bofarull, nel 969[26]
- Goffredo II (ca. 910- ucciso a Besalú nel 957 circa), fu conte di Cerdanya, Conflent e Besalú, assieme al fratello Sunifredo. Goffredo compare in un documento di donazione, del 942[18], mentre, un secondo documento del 962, ne conferma la morte[27].
- Oliva Cabreta di Cerdanya[3] (ca. 915- Montecassino 990 circa), alla morte del fratello, Sunifredo, divenne conte di Cerdanya, Conflent e Besalú sino al 988, quando si ritirò nel monastero di Montecassino: Prima del 967 aveva sposato Ermengarda che gli diede cinque figli, tra cui:
  - Bernardo Tallaferro (ca. 970-ca. 1020), succedette al padre come conte di Besalù
  - Goffredo (ca. 975-31 luglio 1049), succedette al padre come conte di Cerdanya
- Miró[3] (ca. 916-ca. 984), vescovo di Gerona che, alla morte del fratello, Sunifredo, divenne conte di Besalú, assieme al fratello, Oliva
- Fredeburga[21] che fu badessa del monastero di Sant Joan de les Abadesses, vicino a Ripoll.

Mirò ebbe cinque figli anche da Virgilia:
- Fredelone o Guicalfredo (?- dopo il 964), secondo lo storico catalano, Pròsper de Bofarull i Mascaró, viene nominato nel testamento del padre, Mirò[15]
- Cixilona, secondo lo storico catalano, Pròsper de Bofarull i Mascaró, viene nominato nel testamento del padre, Mirò[15], che sposò Ajalberto[13], a cui diede un figlio:
  - Seniofredo, confermato dallo storico catalano, Pròsper de Bofarull i Mascaró[13]
- Gotruda (?- tra il 956 e il 963), che nel 947 sposò il conte di Pallars, Lupo I[17] e secondo lo storico catalano, Pròsper de Bofarull i Mascaró, viene nominata nel testamento del padre, Mirò[15]
- Guilinda, secondo lo storico catalano, Pròsper de Bofarull i Mascaró, viene nominato nel testamento del padre, Mirò[15]
- Sesenanda, secondo lo storico catalano, Pròsper de Bofarull i Mascaró, viene nominato nel testamento del padre, Mirò[15].

## Ascendenza
|                           |                |                      | Genitori                 |  |  | Nonni |  |  | Bisnonni         |  |  | Trisnonni |  |
|                           |                |                      |                          |  |  |       |  |  | Borrell di Osona |  |  | …         |  |
|                           |                |                      |                          |  |  |       |  |  | Borrell di Osona |  |  | …         |  |
|                           |                | …                    |                          |  |  |       |  |  | Borrell di Osona |  |  |           |  |
| Sunifredo I di Barcellona |                |                      |                          |  |  |       |  |  | Borrell di Osona |  |  |           |  |
|                           |                | …                    | …                        |  |  |       |  |  |                  |  |  |           |  |
|                           |                | …                    | …                        |  |  |       |  |  |                  |  |  |           |  |
|                           |                | …                    | …                        |  |  |       |  |  |                  |  |  |           |  |
| Goffredo il Villoso       |                | …                    |                          |  |  |       |  |  |                  |  |  |           |  |
|                           |                | Odacre               | Enguerrand delle Fiandre |  |  |       |  |  |                  |  |  |           |  |
|                           |                | Odacre               | Enguerrand delle Fiandre |  |  |       |  |  |                  |  |  |           |  |
|                           |                | Odacre               | …                        |  |  |       |  |  |                  |  |  |           |  |
| Ermessinda                |                | Odacre               |                          |  |  |       |  |  |                  |  |  |           |  |
|                           |                | …                    | …                        |  |  |       |  |  |                  |  |  |           |  |
|                           |                | …                    | …                        |  |  |       |  |  |                  |  |  |           |  |
|                           |                | …                    | …                        |  |  |       |  |  |                  |  |  |           |  |
| Miró II di Cerdanya       |                | …                    |                          |  |  |       |  |  |                  |  |  |           |  |
|                           | Carlo il Calvo | Ludovico il Pio      |                          |  |  |       |  |  |                  |  |  |           |  |
|                           | Carlo il Calvo | Ludovico il Pio      |                          |  |  |       |  |  |                  |  |  |           |  |
|                           | Carlo il Calvo | Giuditta di Baviera  |                          |  |  |       |  |  |                  |  |  |           |  |
| Baldovino I di Fiandra    | Carlo il Calvo |                      |                          |  |  |       |  |  |                  |  |  |           |  |
|                           |                | Ermentrude d'Orléans | Oddone d'Orléans         |  |  |       |  |  |                  |  |  |           |  |
|                           |                | Ermentrude d'Orléans | Oddone d'Orléans         |  |  |       |  |  |                  |  |  |           |  |
|                           |                | Ermentrude d'Orléans | Engeltrude di Fézensac   |  |  |       |  |  |                  |  |  |           |  |
| Guinidilda d'Empúries     |                | Ermentrude d'Orléans |                          |  |  |       |  |  |                  |  |  |           |  |
|                           |                | …                    | …                        |  |  |       |  |  |                  |  |  |           |  |
|                           |                | …                    | …                        |  |  |       |  |  |                  |  |  |           |  |
|                           |                | …                    | …                        |  |  |       |  |  |                  |  |  |           |  |
| Giuditta                  |                | …                    |                          |  |  |       |  |  |                  |  |  |           |  |
|                           |                | …                    | …                        |  |  |       |  |  |                  |  |  |           |  |
|                           |                | …                    | …                        |  |  |       |  |  |                  |  |  |           |  |
|                           |                | …                    | …                        |  |  |       |  |  |                  |  |  |           |  |
|                           |                | …                    |                          |  |  |       |  |  |                  |  |  |           |  |

### Fonti primarie
- (LA)  Rerum Gallicarum et Francicarum Scriptores, Tomus IX.
- (LA)  Histoire Générale de Languedoc, Tome V, Preuves.
- (LA)  Cartulaire roussillonnais.
- (LA)  des chartes de l'Abbaye de La Grasse. T. I, 779-1119.
- (LA)  Crónica de San Juan de la Peña.

### Letteratura storiografica
- Rafael Altamira, Il califfato occidentale, in «Storia del mondo medievale», vol. II, 1999, pp. 477–515.
- René Poupardin, I regni carolingi (840-918), in «Storia del mondo medievale», vol. II, 1999, pp. 583–635.
- Louis Alphen, Francia: gli ultimi Carolingi e l'ascesa di Ugo Capeto (888-987), in <<Storia del mondo medievale>>, vol. II, 1999, pp. 636–661
- (LA)  Colección diplomática del Condado de Besalú, tomus XV.
- (EN) The Development of Southern French and Catalan Society, 718-1050, su libro.uca.edu.
- (LA)  Marca Hispanica sive Limes Hispanicus, 1688.
- (ES)  Bofarull i Mascaró, Los condes de Barcelona vindicados, Tome I,.